# Carlos Fernández Carriedo
Carlos Javier Amando Fernández Carriedo (Monzón de Campos, 5 de mayo de 1963) es un economista, funcionario y político español del Partido Popular (PP). Ha ocupado diversos cargos de responsabilidad política, entre los que destacan los director general de Presupuestos entre 1995 y 1999, consejero de Sanidad y Bienestar Social y portavoz de la Junta de Castilla y León desde 1999 a 2003, consejero de Medio Ambiente de la Junta de Castilla y León desde 2004 a 2007 y portavoz del Grupo Popular desde 2007. Desde septiembre de 2016 hasta julio de 2019 fue consejero de Empleo de la Junta y procurador en Cortes por Palencia. Tras la dimisión de Pilar del Olmo, al ser electa concejal de Valladolid, asumió interinamente la cartera de Economía y Hacienda. El 17 de julio de 2019, es nombrado por Alfonso Fernández Mañueco, consejero de Economía y Hacienda.

## Biografía
Nace en Monzón de Campos, Palencia, en 1963. Es economista y funcionario del Cuerpo Superior de la Administración de la comunidad autónoma de Castilla y León en la Escala Económico-Financiera. En dicha administración ocupó diversos puestos y cargos entre los que destaca:
- Ha sido secretario del Comité de Inversiones Públicas de Castilla y León.
- Vocal del Grupo de Trabajo de Incentivos Económicos Territoriales.
- Jefe del Servicio de Estudios de la Consejería de Economía y Hacienda.
- Fue miembro del Consejo Económico y Social de Castilla y León y Vicepresidente de la Comisión de Inversiones e Infraestructuras.
- Entre 1995 y 1999 fue director general de Presupuestos y Programación de la Junta de Castilla y León.
- Ha sido consejero de Sanidad y Bienestar Social y Portavoz de la Junta de Castilla y León desde 1999 a 2003.
- Ha sido consejero de Medio Ambiente de la Junta de Castilla y León desde 2004 a 2007.
- Es presidente del Partido Popular de Palencia.
- Procurador de las Cortes de Castilla y León desde 2003.
- Es portavoz del Grupo Parlamentario Popular de las Cortes de Castilla y León desde 2007.